# Купер-Лав, Джек
Джек Купер-Лав (швед. Jack Cooper Love; род. 25 декабря 2001, Aneby, Йёнчёпинг) — шведский футболист, нападающий английского клуба «Бертон Альбион», выступающий на правах аренды за нидерландскую «Роду».

## Клубная карьера
Начинал заниматься футболом в клубе «Анебю» из своего родного города, где прошёл путь от детской команды до взрослой. В её составе дебютировал в четвёртом шведском дивизионе 23 апреля 2016 года во встрече с «Йиславедом». Через месяц в игре с «Смоландсстенаром» забил мяч, благодаря чему игра завершилась с ничейным счётом 4:4. В общей сложности за два года выступлений принял участие в 21 матче, в которых забил 10 мячей.
В 2017 году перебрался в «Эльфсборг», где присоединился к юношеской команде клуба. Перед сезоном 2021 вместе с Оливером Занденом, Кевином Хольменом и Ноа Сёдербергом был переведён в основной состав клуба. Первый матч в составе «Эльфсборга» провёл 28 февраля 2021 года на групповом этапе кубка Швеции с «Утсиктеном», выйдя на замену на 81-й минуте вместо Йеппе Оккельса. 19 апреля дебютировал в чемпионате Швеции в игре с «Варбергом», появившись на поле на последних минутах встречи.
Летом 2025 года перешёл на правах аренды в нидерландскую «Роду».

## Клубная статистика
| Выступление      | Выступление      | Выступление      | Лига | Лига | Кубки | Кубки | Конт. кубки | Конт. кубки | Итого | Итого |
| Клуб             | Лига             | Сезон            | Игры | Голы | Игры  | Голы  | Игры        | Голы        | Игры  | Голы  |
| ---------------- | ---------------- | ---------------- | ---- | ---- | ----- | ----- | ----------- | ----------- | ----- | ----- |
| Анебю            | Дивизион 4       | 2016             | 9    | 1    | 0     | 0     | 0           | 0           | 9     | 1     |
| Анебю            | Дивизион 4       | 2017             | 12   | 9    | 0     | 0     | 0           | 0           | 12    | 9     |
| Анебю            | Итого            | Итого            | 21   | 10   | 0     | 0     | 0           | 0           | 21    | 10    |
| Эльфсборг        | Аллсвенскан      | 2021             | 6    | 0    | 2     | 0     | 1           | 1           | 9     | 1     |
| Эльфсборг        | Итого            | Итого            | 6    | 0    | 2     | 0     | 1           | 1           | 9     | 1     |
| Эргрюте          | Суперэттан       | 2021             | 5    | 0    | 0     | 0     | 0           | 0           | 5     | 0     |
| Эргрюте          | Итого            | Итого            | 5    | 0    | 0     | 0     | 0           | 0           | 5     | 0     |
| Всего за карьеру | Всего за карьеру | Всего за карьеру | 32   | 10   | 2     | 0     | 1           | 1           | 35    | 11    |